# Project Gotham Racing 2
Project Gotham Racing 2 är ett bilspel till Xbox som släpptes den 17 november 2003. I denna version av spelet ingår även ett bonusspel kallat Geometry Wars. Det finns många olika spelalternativ i spelet men Kudos World Series är huvuddelen av spelet. Här gäller det att slutföra olika lopp och på så sätt tjäna medaljer. 
Det finns sju olika sorters lopp: 
- One on One tävlar man mot en motståndare över ett visst antal varv och först i mål vinner.
- i Time Attack - gäller det att slutföra ett antal varv på en förutbestämd tid.
- Street Race - Precis som det låter, du tävlar mot ett flertal motståndare och beroende på vilken svårighetsgrad man väljer gäller det att komma bland de tre första, två första eller att vinna.
- Cone Challange - Detta är en lite annorlunda tävlingsvariant. Här gäller det att samla så många kudospoäng som möjligt på ett visst antal varv. Man får poäng genom att köra genom koner som finns placerade på banan, hålla bra linjer i kurvorna, sladda mycket osv. För att lyckas på de högre svårigheterna gäller det också att kombinera dessa, då får man nämligen bonuspoäng.
- Speed Camera - innebär att man skall köra så snabbt som möjligt över en bit av banan.
- Overtake - Här gäller det att köra om så många bilar som möjligt innan tiden går ut.
- Hot Lap - Slå den förutbestämda varvtiden.

På dessa banor kan man tävla om olika medaljer som representerar olika svårighetsgrader. De olika nivåerna ger medaljer av järn, brons, silver, guld och platina. När man klarar lopp får man en viss mängd kudospoäng (mer för de högre svårighetsgraderna och mindre för de lägre) man får även tillgodoräkna sig de kudospoäng man tar under loppen. Dessa poäng räknas ihop och när man nått en viss mängd går man upp i nivå och får ett antal poäng som sedan används till att låsa upp bilar.
Det finns en stor mängd bilar att välja på, allt ifrån Mini Cooper och Ford Focus till Ferrari Enzo, Koenigsegg CC 8S och Porsche 911 GT1. Sammanlagt finns det 103 olika bilar och alla har olika köregenskaper.